# Kreis Groß-Gerau
Kreis Groß-Gerau is een Landkreis in de Duitse deelstaat Hessen. Kreisstadt is de stad Groß-Gerau. De Landkreis telt 275.807 inwoners (31 december 2020) op een oppervlakte van 453,03 km². Op 31 december 2020 had 24,55% van de inwoners een niet-Duits staatsburgerschap (67.700 niet-Duitsers) en hadden 340 inwoners het Nederlandse staatsburgerschap.

## Steden en gemeenten
De volgende steden en gemeenten liggen in de Landkreis (inwoners op 30-06-2006):
| Steden - 1. Gernsheim (9.502) - 2. Ginsheim-Gustavsburg (16.030) - 3. Groß-Gerau (23.426) - 4. Kelsterbach (13.671) - 5. Mörfelden-Walldorf (33.513) - 6. Raunheim (14.153) - 7. Riedstadt (21.405) - 8. Rüsselsheim (59.196) | Gemeenten - 1. Biebesheim am Rhein (6.526) - 2. Bischofsheim (12.343) - 3. Büttelborn (13.274) - 4. Nauheim (10.224) - 5. Stockstadt am Rhein (5.726) - 6. Trebur (12.985) |

Bergstraße · Darmstadt · Darmstadt-Dieburg · Frankfurt am Main · Fulda · Gießen · Groß-Gerau · Hersfeld-Rotenburg · Hochtaunuskreis · Kassel (stad) · Landkreis Kassel · Lahn-Dill-Kreis · Limburg-Weilburg · Main-Kinzig-Kreis · Main-Taunus-Kreis · Marburg-Biedenkopf · Odenwaldkreis · Offenbach am Main · Landkreis Offenbach · Rheingau-Taunus-Kreis · Schwalm-Eder-Kreis · Vogelsbergkreis · Waldeck-Frankenberg · Werra-Meißner-Kreis · Wetteraukreis · Wiesbaden
Biebesheim am Rhein ·
Bischofsheim ·
Büttelborn ·
Gernsheim ·
Ginsheim-Gustavsburg ·
Groß-Gerau ·
Kelsterbach ·
Mörfelden-Walldorf ·
Nauheim ·
Raunheim ·
Riedstadt ·
Rüsselsheim am Main ·
Stockstadt am Rhein ·
Trebur